# Symboliczna mogiła bojowników o wolność Ukrainy w Tłusteńkiem
Symboliczna mogiła bojowników o wolność Ukrainy w Tłusteńkiem – symboliczny grobowiec, znajdujący się we wsi Tłusteńkie na Ukrainie, pierwszy w Galicji pomnik ukraińskich Strzelców Siczowych i żołnierzy Ukraińskiej Armii Halickiej.

## Historia
W 1920 ksiądz Iwan Bławacki wraz z osobami o podobnych poglądach zainicjował budowę symbolicznej mogiły upamiętniającej Ukraińców poległych w I wojnie światowej i w walkach późniejszych. Zaangażowana w budowę ludność usypała ziemny kurhan wysokości 8 m, na którego szczycie stanął krzyż o wysokości 10 metrów, wykonany wg pomysłu kowala Mychajły Prokopowycza i jego synów Iwana i Mariana z żelaznych płotów, którymi wyłożone były okopy pozostałe po wojnie. Wykonano także marmurową tablicę ze słowami: Борітеся, поборете, вам Бог помагає („Walczcie, zwyciężajcie, Bóg wam pomaga”), ale polskie władze nie pozwoliły zamontować jej na grobowcu. W efekcie tego, ludzie potajemnie umieścili tę tablicę, zakopując ją w ziemi kurhanu. 20 czerwca 1921 roku grobowiec został poświęcony przez 17 księży, którzy przybyli z trzech powiatów, w tym ze Lwowa. 
Corocznie, w czasie Zielonych Świąt, pomnik stawał się centrum patriotycznych manifestacji ludności ukraińskiej okolicznych wsi. Tradycją stało się też przejście uroczystą procesją ze sztandarami z cerkwi pw. Najświętszej Trójcy w Tłusteńkiem  do mogiły, która była udekorowana wieńcami.
Po zajęciu tych terenów przez ZSRR, w Zielone Święta 1940 roku po raz pierwszy od powstania grobowca księża nie wzięli udziału w procesji, z powodu zakazu wydanego przez władze bolszewickie. Mimo to ludzie wyszli z cerkwi i bez sztandarów udali się do grobu. Tam stali i śpiewali pieśń „Bóg jest wielki”. Z Probużnej natychmiast przyjechał oddział NKWD i szukał organizatorów tego wydarzenia, ale bezskutecznie. W tym samym roku Sowieci częściowo zniszczyli pomnik.
W 1989 roku, pomnik został całkowicie zniszczony. Wkrótce po odzyskaniu niepodległości przez Ukrainę, na wniosek lokalnej  społeczności wiejskiej mogiła została odbudowana w prawie tym samym miejscu i poświęcona 4 września 1990 r. 15 sierpnia 2021 roku obchodzono jej 100-lecie.

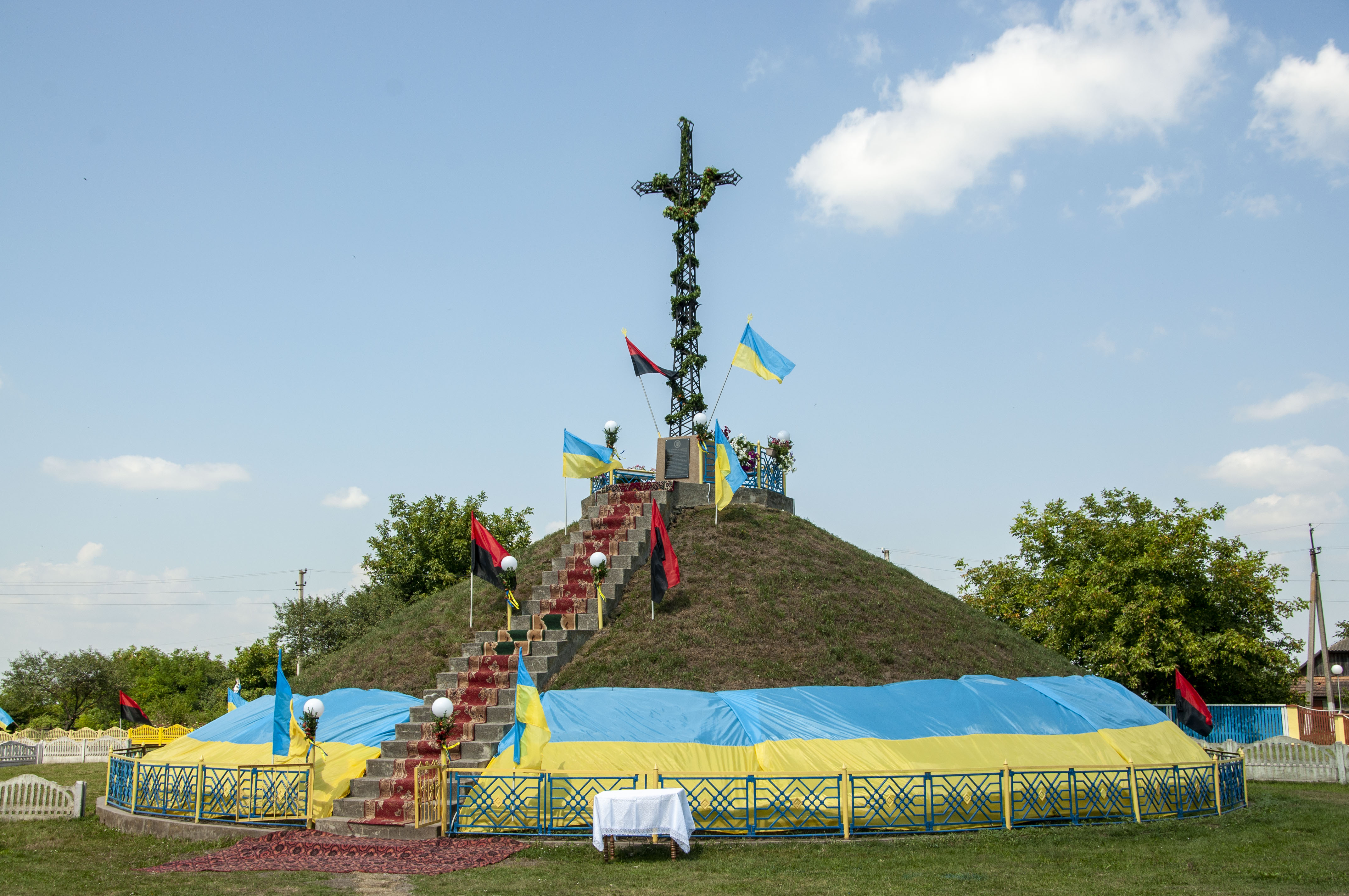
Mogiła w dniu uroczystości
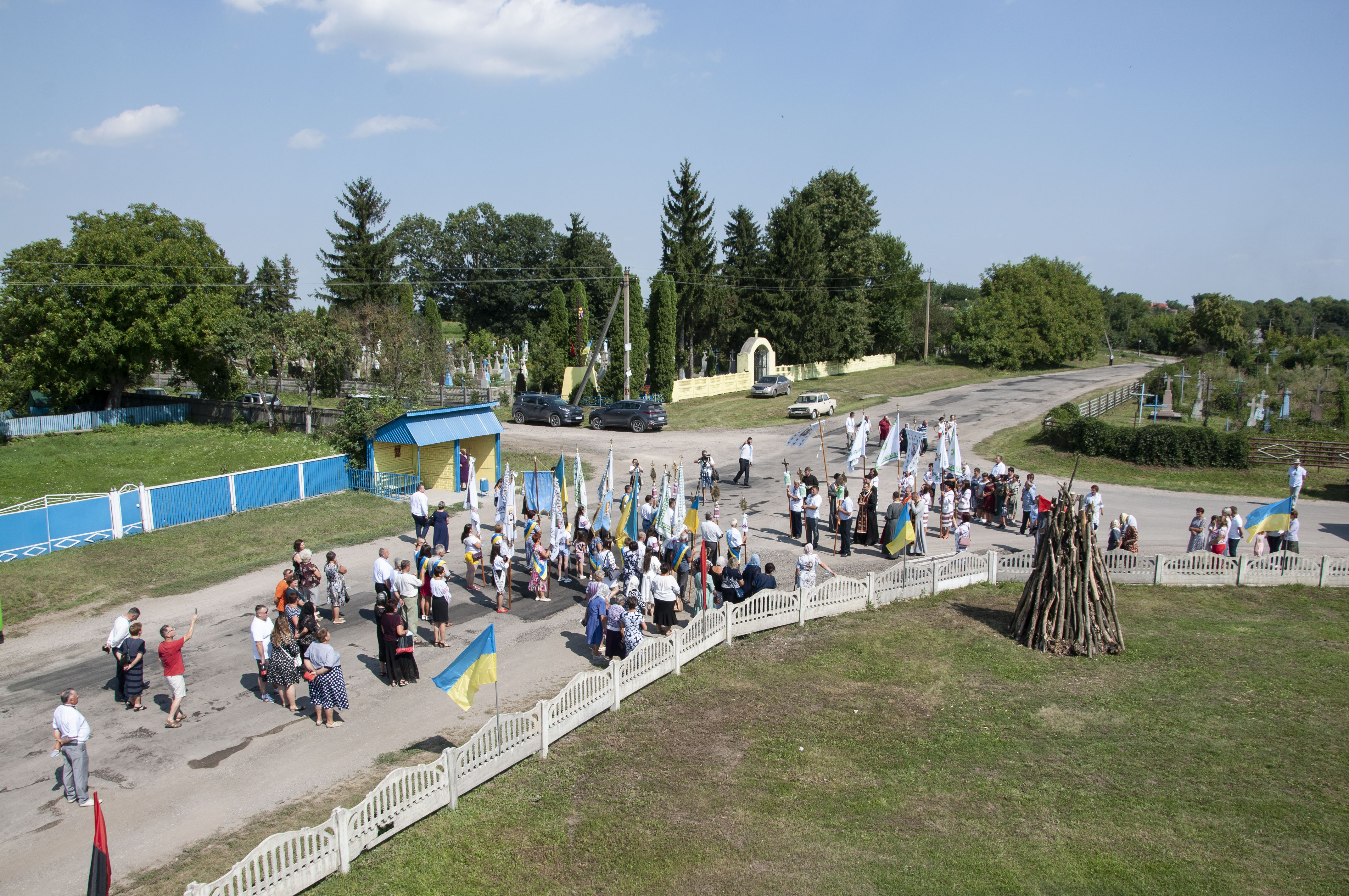
Pochód młodzieży
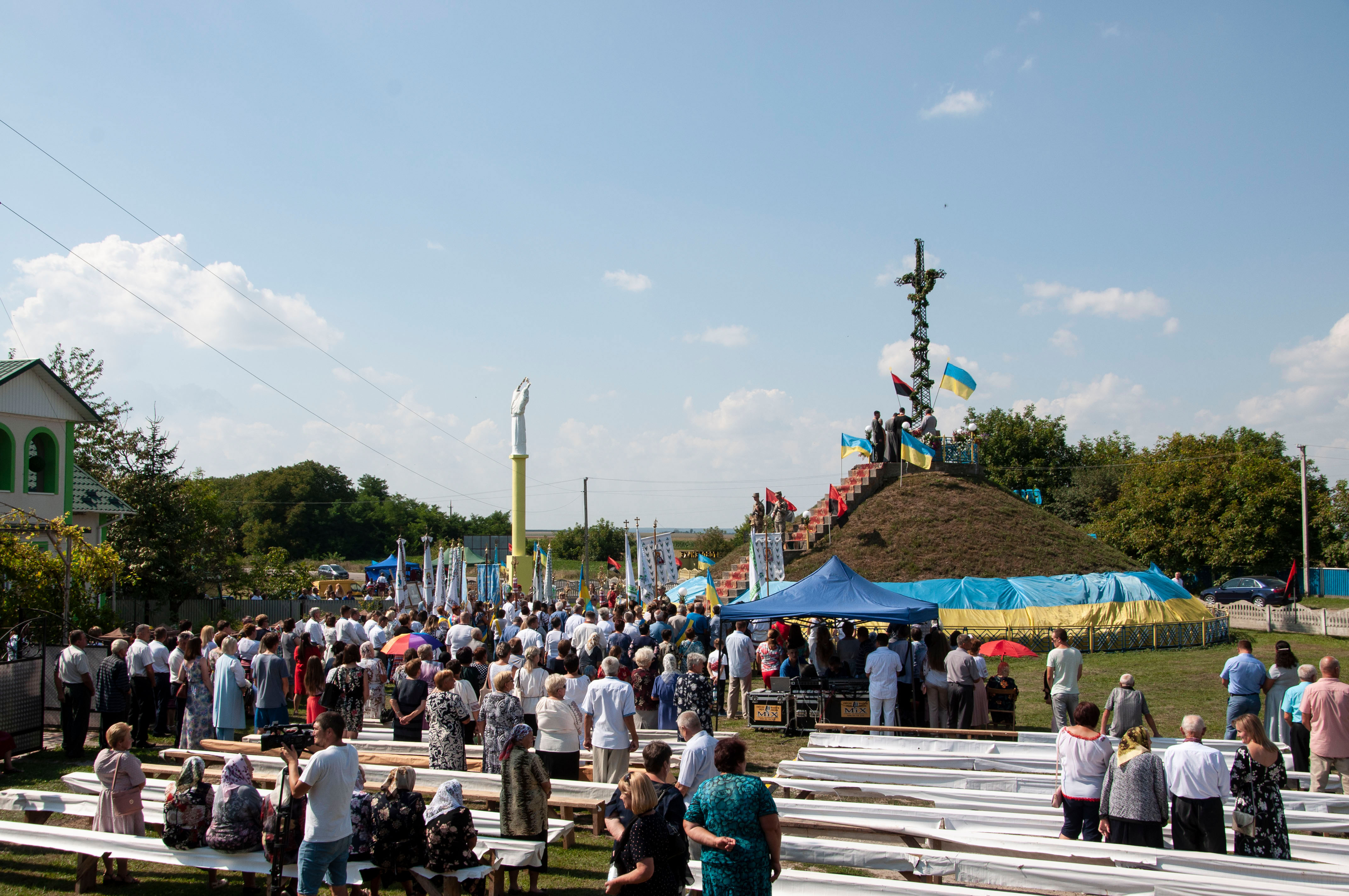
Nabożeństwo
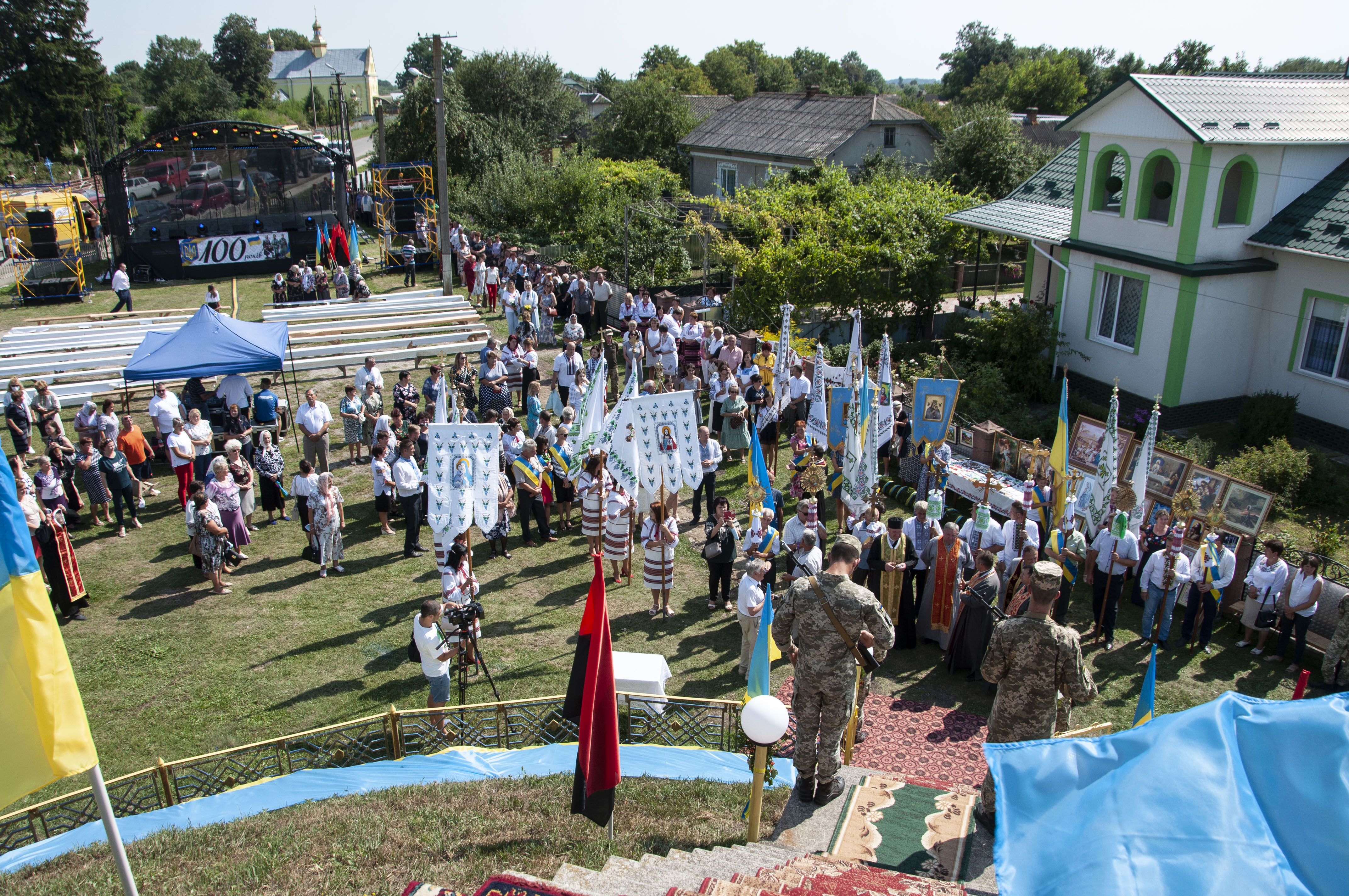
Nabożeństwo
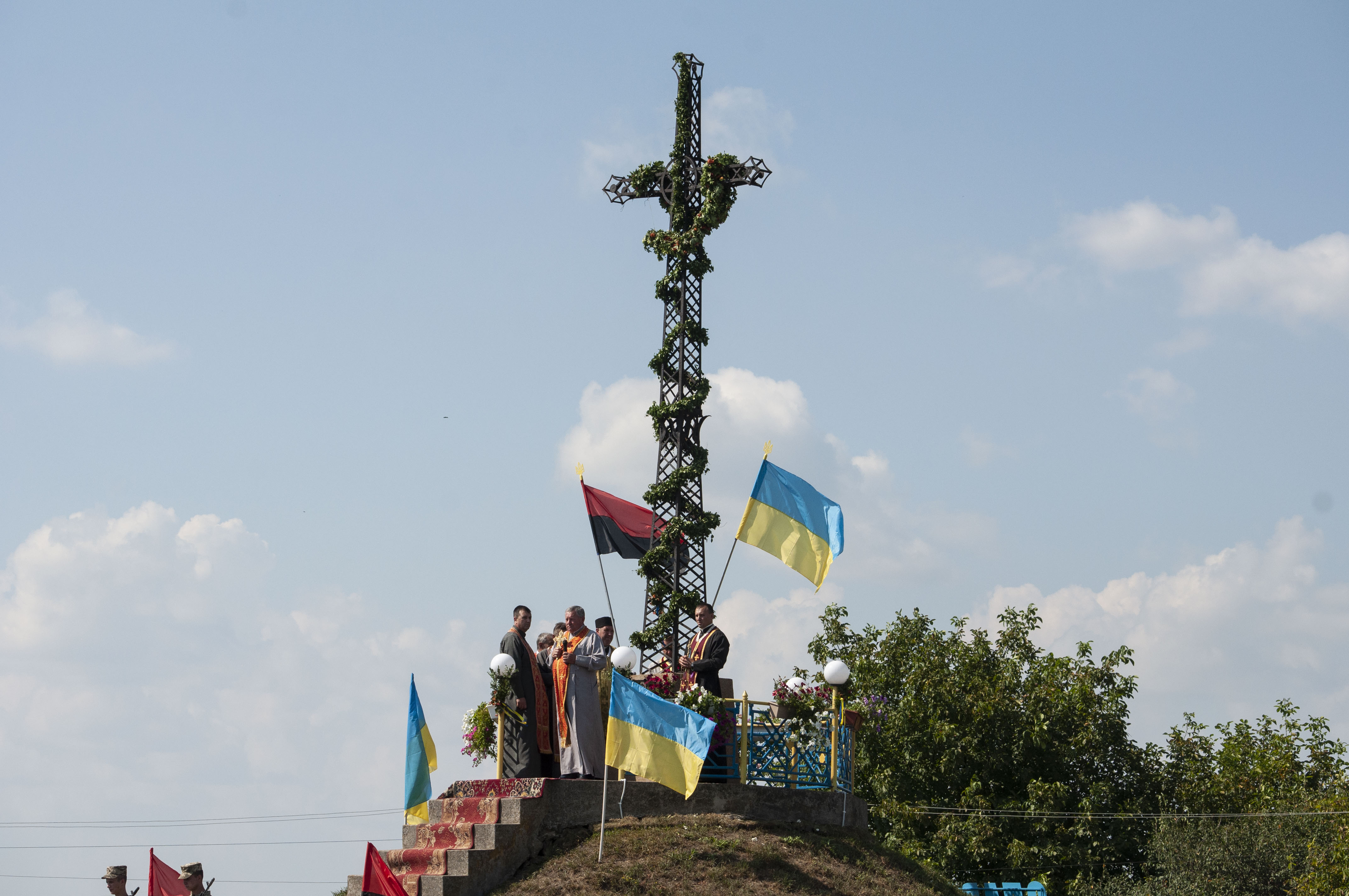
Nabożeństwo
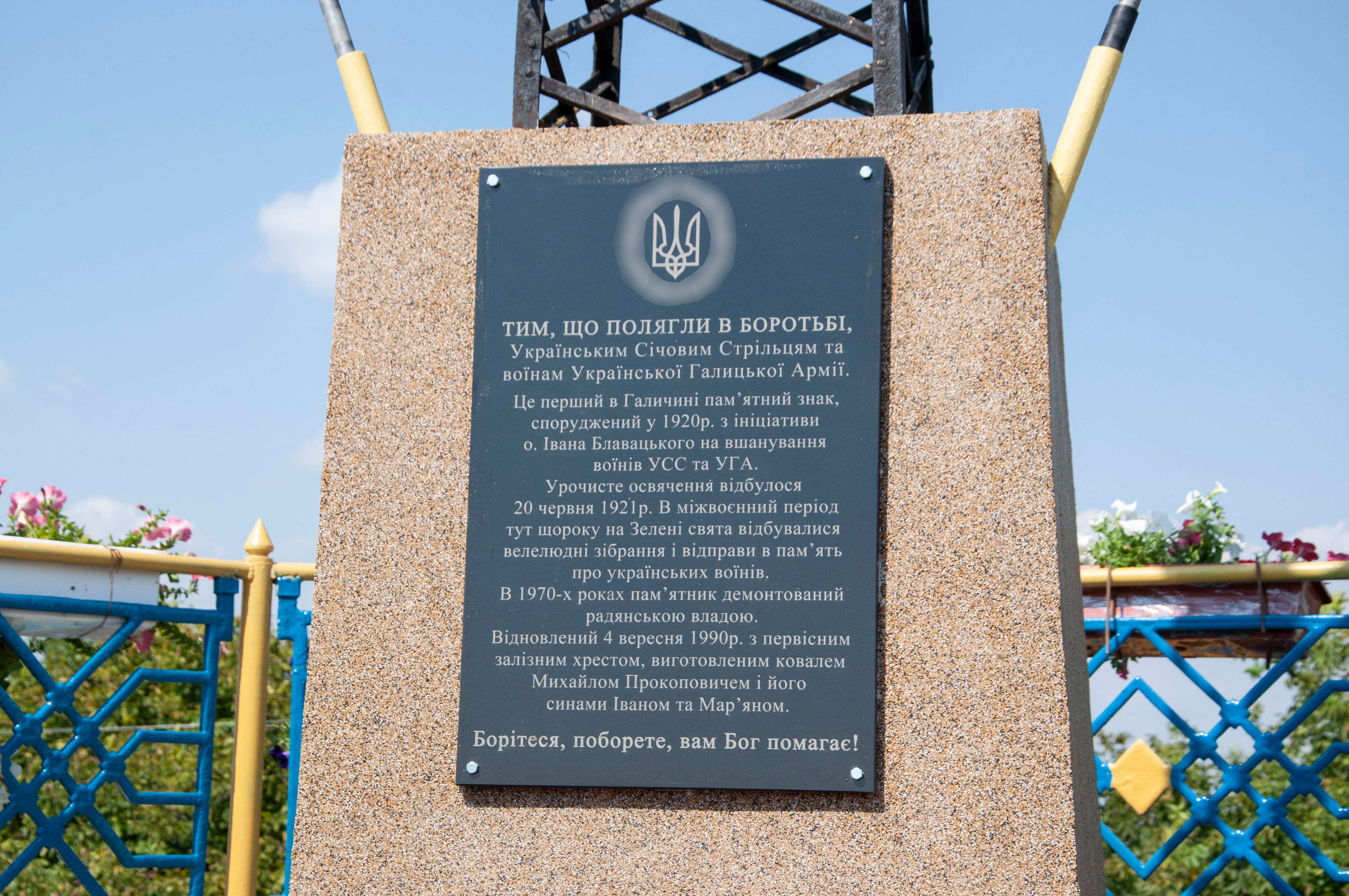
Tablica pamiątkowa zainstalowana na mogiły z okazji jej 100-lecia